# 小行星7874
小行星7874（英語：7874）是一颗围绕太阳公转的小行星。1991年1月18日，伊野田繁、浦田武在烏山町发现了此天体。
这颗小行星的绝对星等为247.1653127212942等。